# Lucien Castaing-Taylor

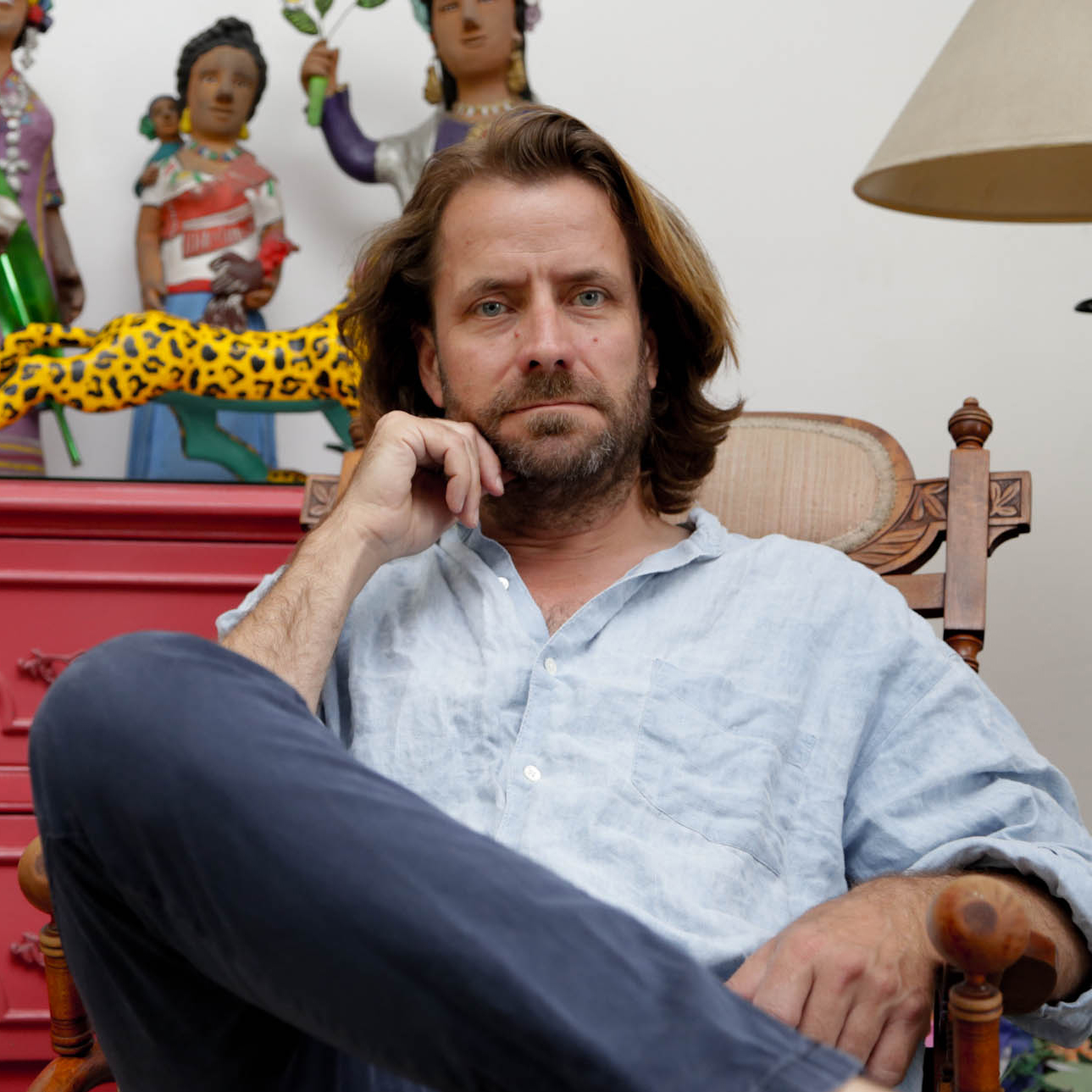
Lucien Castaing-Taylor im Jahr 2013.

Lucien Castaing-Taylor (* 10. Januar 1966 in Liverpool) ist ein britischer Anthropologe und Videokünstler.

## Leben und Werk
Lucien Castaing-Taylor studierte an der University of Southern California bei Timothy Asch (1932–1994) und erlangte den Ph.D. an der University of California, Berkeley. Dort war er als Hochschullehrer tätig. Anschließend lehrte er an der University of Colorado Boulder und folgte 2003 einem Ruf als Professor an die Harvard University. Er leitet dort das Sensory Ethnography Lab.
Castaing-Taylors Arbeiten gehören zum Bestand der Sammlungen des Museum of Modern Art und des British Museum. Ausgestellt wurden sie auf der Biennale di Venezia (2010, 2017), der documenta 14, Tate Gallery, Barbican Centre, Centre Georges-Pompidou, Whitney Museum of American Art, MoMA PS1, Massachusetts Museum of Contemporary Art, MAMM Medellín, Whitechapel Art Gallery, Institute of Contemporary Arts, Berliner Kunsthalle, Shanghai Biennale (2014), and Aichi Triennale (2017).

## Filmografie (Auswahl)
- 1992: In and Out of Africa (mit Ilisa Barbash)
- 1997: Made in USA
- 2009: Sweetgrass (mit Ilisa Barbash)
- 2010: The High Trail
- 2012: Leviathan (mit Véréna Paravel)
- 2014: Still Life / Nature Morte
- 2015: Ah Humanity! (mit Véréna Paravel)
- 2017: Somniloquies (mit Véréna Paravel)
- 2017: Commensal
- 2018: Caniba (mit Véréna Paravel)
- 2022: De Humani Corporis Fabrica (mit Véréna Paravel)

## Schriften
- Lucien Taylor (Hrsg.): Visualizing Theory. 1994, ISBN 0-415-90843-4.
- Ilisa Barbash, Lucien Taylor: Cross-Cultural Filmmaking. A Handbook for Making Documentary and Ethnographic Films and Videos. 1997, ISBN 0-520-08760-7.